# Bethenhausen
Bethenhausen est une commune rurale de Thuringe (Allemagne), située dans l'arrondissement de Greiz et qui fait partie de la communauté d'administration Am Brahmetal.

## Géographie

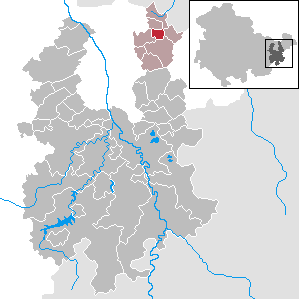
Situation de la commune (en rouge) dans l'arrondissement

Bethenhausen est située au nord-est de l'arrondissement, à 3 km au nord de Großenstein, à 10 km au nord-est de Gera et à 40 km au nord de Greiz, le chef-lieu de l'arrondissement.
La commune est composée des deux villages suivants de Bethenhausen et Caasen.
Communes limitrophes (en commençant par le nord et dans le sens des aiguilles d'une montre) : Hirschfeld, Pölzig, Reichstädt, Großenstein et Brahmenau.

## Histoire
La première mention du village date de 1364 sous le nom de Bettenhusen.
La commune de Caasen a été incorporée au territoire de Bethenhausen.
Les villages de Bethetnhausen et Caasen ont fait partie de la Principauté de Reuss branche cadette (cercle de Gera) jusqu'en 1918 mais une partie de Bethenhausen appartenait au duché de Saxe-Altenbourg (cercle de l'est, ostkreis jusqu'en 1900, cercle de Ronneburg ensuite) jusqu'en 1918. Les deux communes ont rejoint au nouveau land de Thuringe en 1920 (arrondissement de Gera). Après la seconde Guerre mondiale, elles sont intégrées à la zone d'occupation soviétique puis à la République démocratique allemande en 1949 (district de Gera).

## Démographie
Commune de Bethenhausen dans ses dimensions actuelles :
| 1910 | 1933 | 1939 | 1995 | 2000 | 2005 | 2010 |
| ---- | ---- | ---- | ---- | ---- | ---- | ---- |
| 261, | 216  | 233  | 270  | 269  | 268  | 262  |

## Communications
Le village de Großenstein est situé au croisement de la route régionale L1081 Seelingstädt, Ronneburg, Pölzig, Heuckewalde ou Meuselwitz et de la L1079 qui le relie à Gera.